# Papillaria atro-lutea
Papillaria atro-lutea là một loài Rêu trong họ Meteoriaceae. Loài này được (Müll. Hal.) Paris miêu tả khoa học đầu tiên năm 1900.